# チョン・ウチ 時空道士
『チョン・ウチ 時空道士』（チョンウチ じくうどうし、原題：전우치）は、2009年公開の韓国映画。

## 概要
朝鮮時代に実在した田禹治（チョン・ウチ）がモデルの古典小説『田禹治伝』を元にしたSFアクション映画。韓国国内での観客動員数は613万人で、歴代32位（2015年7月現在）。

## あらすじ
500年前、天上では、表訓大徳という仙人が神秘の笛を吹き、妖怪を牢獄に幽閉していた。しかし、3人の仙人が間違いを犯し、牢獄の封印が解ける。表訓大徳から笛を奪った2頭の妖怪と表訓大徳は地上に追われ、人間の体に姿を隠し、記憶を失う。3人の仙人らは地上に下り、最高の道士として有名なファダムに、妖怪を捕らえ笛を取り戻して欲しいと助けを乞う。
ならず者として有名な道士チョン・ウチが、笛を偶然手に入れる。正体を現した妖怪が笛を奪って吹き、妖怪を1頭増やす。ウチが護符(魔法の紙片)を使って妖怪の一頭を倒し、ファダムが強い道力(超能力)でもう一頭を倒す。仙人らは、妖怪が増えたことを知らぬまま、2頭の妖怪をひょうたんに封じ込める。ウチの師匠がファダムの正体を見抜き、笛の半分を預かる。笛の霊力がファダムに潜む妖怪を呼び覚ます。仙人らは、師匠殺しの濡れ衣をファダムに着せられたウチを、掛け軸の絵の中に500年間封じ込めるが、笛も一緒に封印するという失態を演じる。
封印の解けた妖怪が現代のソウルに姿を現す。人々に紛れて暮らしていた仙人らが、ウチを利用して妖怪を再び封印する。ファダムが現れ、ウチが心惹かれるインギョンを利用し、笛を奪おうとする。ウチは、インギョンを守るうちに護符以上の道力を得る。しかし、ファダムが笛を奪い取って吹く。その音色で目覚めたインギョンに潜む表訓大徳の力がファダムに一撃を加え、ウチが笛を砕く。ウチの追い打ちを受け、ファダムは自らを掛け軸に封じ込める。ウチは人々に紛れて暮らし始める。

## 登場人物
- チョン・ウチ - カン・ドンウォン[4][5]

伝説の鏡と剣を手に入れることで最高の道士という名声を得ようとする怠け者。他の道士から奪った護符の道力を自在に操る。
- ファダム - キム・ユンソク

左道派と呼ばれる派の党首。開城で医院を営む、強い道力を持つ高名な道士。気づかぬうちに、体を妖怪に乗っ取られる。
- 後家 - イム・スジョン（二役）

嫁いだ日に夫を亡くし、一族を滅ぼす者として義母に命を狙われ、ウチに助け出される。
- ソ・インギョン - イム・スジョン（二役）

後家に生き写しの、女優になる夢を持つスタイリスト。正体は表訓大徳。
- チョレン（チョレンイ） - ユ・ヘジン

ウチの道力で人間に姿を変えた犬。ウチの相棒。
- 仙人 - ソン・ヨンチャン

牢獄の門番。現代での職業は僧。
- 仙人 - キム・サンホ

牢獄の門番。現代での職業は神父。
- 仙人 - チュ・ジンモ

牢獄の門番。現代での職業は占い師。
- チョングァン大師 - ペク・ユンシク

右道派と呼ばれる派の、強い道力を持つ徳の高い道士。不肖の弟子ウチとチョレンとともに、平壌の山奥に暮らす。
- 女性医師（妖怪） - ソヌ・ソン
- 医師の助手（妖怪） - コン・ジョンファン
- 国王 - クォン・テウォン
- 監督 - チョン・インギ[6]
- バーテンダー - カン・スヨン[6]
- 女優 - ヨム・ジョンア

## スタッフ
- 製作総指揮 - キャサリン・キム
- 監督 / 脚本 - チェ・ドンフン
- 撮影 - チェ・ヨンファン
- 美術 - チョ・ファソン
- 編集 - シン・ミンギョン
- 音楽 - チャン・ヨンギュ

## DVD
- DVD 販売元：パラマウント ホーム エンタテインメント ジャパン(発売日：2012年1月13日)